# ایرج گل‌افشان
ایرج گل‌افشان (زاده ۲۱ خرداد ۱۳۱۷ – درگذشته ۹ مرداد ۱۳۸۵) تدوین‌گر و سازنده نمونه فیلم (آنونس) اهل ایران بود. وی با توجه به کارنامه کاری ، پرکارترین تدوینگر و نمونه ساز دهه های پنجاه و شصت شمسی قلمداد میشود.
وی همچنین کارگردان، تهیه‌کننده و فیلمنامه‌نویس فیلم خوشگل محله نیز بوده‌است.

## تدوین‌گر
- زن بدلی (۱۳۸۵)
- بله‌برون (۱۳۸۲)
- تنبل قهرمان (۱۳۸۰)
- آقای رئیس‌جمهور (۱۳۷۹)
- صدای سخن عشق (۱۳۷۹)
- فوتبالیست‌ها (۱۳۷۹)
- همسر دلخواه من (۱۳۷۹)
- یکی بود یکی نبود (۱۳۷۹)
- سحرگاه پیروزی (۱۳۷۸)
- خفاش (۱۳۷۶)
- فرار بزرگ (۱۳۷۶)
- ارابه مرگ (۱۳۷۵)
- بالاتر از خطر (۱۳۷۵)
- فرار از جهنم (۱۳۷۵)
- نابخشوده (۱۳۷۵)
- توطئه (۱۳۷۴)
- جهنم سبز (۱۳۷۴)
- سفر پرماجرا (۱۳۷۴)
- شیخ مفید (۱۳۷۴)
- طالع سعد (۱۳۷۴)
- فرار مرگبار (۱۳۷۴)
- ماه پیشونی (۱۳۷۴)
- ماه مهربان (۱۳۷۴)
- هفت گذرگاه (۱۳۷۴)
- مرضیه (۱۳۷۳)
- مروارید سیاه (۱۳۷۳)
- می‌خواهم زنده بمانم (۱۳۷۳)
- آنها هیچ‌کس را دوست ندارند (۱۳۷۲)
- پادزهر (۱۳۷۲)
- پرواز از اردوگاه (۱۳۷۲)
- تاواریش (۱۳۷۲)
- ضربه طوفان (۱۳۷۲)
- همسر (۱۳۷۲)
- حمله خرچنگ‌ها (۱۳۷۱)
- صلیب طلایی (۱۳۷۱)
- انفجار در اتاق عمل (۱۳۷۰)
- دیگه چه خبر!؟ (۱۳۷۰)
- شقایق (۱۳۷۰)
- گل‌ها و گلوله‌ها (۱۳۷۰)
- موتو (۱۳۷۰)
- در جستجوی بهار (۱۳۶۹) (تلویزیونی)
- جدال بزرگ (۱۳۶۹)
- آخرین مهلت (۱۳۶۸)
- پرواز پنجم ژوئن (۱۳۶۸)
- شنگول و منگول (۱۳۶۸)
- مرگ پلنگ (۱۳۶۸)
- جمیل (۱۳۶۶)
- کمینگاه (۱۳۶۶)
- محموله (۱۳۶۶)
- بگذار زندگی کنم (۱۳۶۵)
- تیرباران (۱۳۶۵)
- دبیرستان (۱۳۶۵)
- آوار (۱۳۶۴)
- تفنگ شکسته (۱۳۶۴)
- سمندر (۱۳۶۴)
- طغیان (۱۳۶۴)
- گمشده (۱۳۶۴)
- برگ و باد (۱۳۶۳)
- پایگاه جهنمی (۱۳۶۳)
- زائر خلف (۱۳۶۳)
- شکار شکارچی (۱۳۶۳)
- مشت (۱۳۶۳)
- استعاذه (۱۳۶۲)
- دو چشم بی سو (۱۳۶۲)
- زخمه (۱۳۶۲)
- عبور از میدان مین (۱۳۶۲)
- سفیر (۱۳۶۱)
- بازرس ویژه (۱۳۶۰)
- برنج خونین (۱۳۶۰)
- در محاصره (۱۳۶۰)
- فرمان (۱۳۶۰)
- پنجمین سوار سرنوشت (۱۳۵۹)
- امشب اشکی می‌ریزد (۱۳۵۷)
- برادرکشی (۱۳۵۷)
- به دادم برس رفیق (۱۳۵۷)
- پرواز در قفس (۱۳۵۷)
- زخم خنجر رفیق (۱۳۵۷)
- لبه تیغ (۱۳۵۷)
- جای امن (۱۳۵۶)
- در شهر خبری نیست (۱۳۵۶)
- صبح خاکستر (۱۳۵۶)
- گل‌های کاغذی (۱۳۵۶)
- هزار بار مردن (۱۳۵۶)
- بت (۱۳۵۵)
- علف‌های هرز (۱۳۵۵)
- هیولا (۱۳۵۵)
- بابا خالدار (۱۳۵۴)
- شاهرگ (۱۳۵۴)
- شب غریبان (۱۳۵۴)
- یاران (۱۳۵۳)
- کج کلاخان (۱۳۵۲)
- ظفر (۱۳۵۱)
- خوشگل محله (۱۳۵۰)
- گردباد زندگی (۱۳۴۷)
- عذاب مرگ (۱۳۴۵)

## کارگردان
- خوشگل محله (۱۳۵۰)

## تهیه‌کننده
- خوشگل محله (۱۳۵۰)

## نویسنده
- خوشگل محله (۱۳۵۰)

## جشنواره‌ها
- برنده سیمرغ بلورین بهترین نمونه فیلم (آنونس) برای فیلم هامون در نهمین دوره جشنواره فیلم فجر - ۱۳۶۹
- برنده سیمرغ بلورین بهترین نمونه فیلم (آنونس) برای فیلم برج مینو در پانزدهمین دوره جشنواره فیلم فجر - ۱۳۷۵
- برنده دیپلم افتخار بهترین نمونه فیلم (آنونس) برای فیلم سارا در دوازدهمین دوره جشنواره فیلم فجر - ۱۳۷۲
- برنده دیپلم افتخار بهترین نمونه فیلم (آنونس) برای فیلم همسر در سیزدهمین دوره جشنواره فیلم فجر - ۱۳۷۳
- برنده دیپلم افتخار بهترین نمونه فیلم (آنونس) برای فیلم روسری آبی در چهاردهمین دوره جشنواره فیلم فجر - ۱۳۷۴
- برنده دیپلم افتخار بهترین نمونه فیلم (آنونس) برای فیلم درد مشترک در چهاردهمین دوره جشنواره فیلم فجر - ۱۳۷۴
- برنده تندیس بهترین نمونه فیلم (آنونس) برای فیلم چشم شیشه‌ای در پنجمین دوره جشنواره فیلم دفاع مقدس - ۱۳۷۳
- کاندیدای بهترین نمونه فیلم (آنونس) برای فیلم کشتی آنجلیکا در هشتمین دوره جشنواره فیلم فجر - ۱۳۶۸
- کاندیدای بهترین نمونه فیلم (آنونس) برای فیلم راز خنجر در دوازدهمین دوره جشنواره فیلم فجر - ۱۳۷۲
- کاندیدای بهترین نمونه فیلم (آنونس) برای فیلم خاکستر سبز در سیزدهمین دوره جشنواره فیلم فجر - ۱۳۷۳
- کاندیدای بهترین نمونه فیلم (آنونس) برای فیلم جهان پهلوان تختی در سومین دوره جشن خانه سینما - ۱۳۷۸
- کاندیدای بهترین نمونه فیلم (آنونس) برای فیلم رنگ خدا در چهارمین دوره جشن خانه سینما - ۱۳۷۹
- کاندیدای بهترین نمونه فیلم (آنونس) برای فیلم همسر دلخواه من در پنجمین دوره جشن خانه سینما - ۱۳۸۰